# Yvan Blot
Yvan Blot, född 19 juni 1948 i Saint-Mandé, död 10 oktober 2018, var en fransk konservativ politisk personlighet som under en period var medlem i GRECE och var en av grundarna av Club de l'Horloge.
Blot var gaullistisk parlamentsledamot (för Samling för Republiken) och var en framstående tjänsteman under både inrikesminister Michel Poniatowski och Alain Devaquet. Han gick med i Front National 1989 och valdes in i Europaparlamentet för dem i valet 1989.
Han var en prominent euroskeptiker och spelade en ledande roll i att etablera en kommitté till stöd för Bruges Group i Frankrike. Han spelade också en ledande roll i att ta fram FN:s politiska program, och arbetade tillsammans med andra Club de l'Horloge-alumner som Bruno Mégret och Jean-Yves Le Gallou för att driva partiet bort från korporativism och mot en nyliberal ekonomisk politik. Han har också skrivit för tidskriften Nation Europa. Han drev två webbplatser och var grundare av föreningen "Agir pour la démocratie directe" i Paris. Föreningens avsiktsförklaring är att förändra den franska grundlagen efter en schweizisk modell.
Han drog sig tillbaka från den franska förvaltningen i juli 2013 och blev professor i direktdemokrati vid universitetet i Nice, vid det katolska universitetet i Rennes och vid universitetet i Velikie Novgorod (Ryssland). Han var ledamot i "Academie catholique de France". Han var konsult för radiostationen "Voice of Russia" i Paris. Han arbetade för tankesmedjan Idexia tillsammans med Charles Beigbeder och Guillaume Peltier.
Han författade ett stort antal skrifter om politik och filosofi.